# Chropov
Chropov je obec v okrese Skalica v Trnavském kraji na západním Slovensku. Žije v ní 382 obyvatel. V obci stojí římskokatolický kostel svatého Jana Nepomuckého z roku 1768.

## Historie
První písemná zmínka o vesnici pochází z roku 1262.

## Přírodní poměry
Obec leží v nadmořské výšce 248 metrů a rozloha jejího katastrálního území je 17,794 km². Nachází se v něm přírodní památky Chropovská strž a Raková.